# Jože Landeker
Jože Landeker, slovenski častnik.
Polkovnik Landeker je bil vodja komisije za prevzem SOP na MORSu.

## Vojaška kariera
- vodja komisije za prevzem SOP (MORS; 2001)